# Un engaño de lujo
Un Engaño de Lujo es una película del 2006 dirigida por Pierre Salvadori.

## Argumento
Jean (Gad Elmaleh), un camarero tímido de 
un hotel de lujo, finge ser un millonario y 
despierta el interés de Iréne (Audrey Tautou), una aventurera a la que le gusta 
que hombres adinerados paguen sus cuentas. 
Cuando Iréne descubre quién es realmente 
Jean, escapa. Sin embargo Jean está enamorado 
y la persigue, encontrándola en la Costa Azul. Buscándola, Jean gasta todo el dinero 
que le quedaba para tener tiempo con ella, 
hasta que usa su último euro para tener "10 
segundos más".
Ella lo deja por hombres 
más ricos entonces él se queda con una cuenta que no 
puede pagar, lo llama una viuda rica y el 
asume el estilo de vida de uno de los hombres 
por los cuales Iréne lo dejó. Ahora que son 
"iguales" ella le enseña trucos para hacer 
dinero, y el pronto consigue que la viuda le 
compre un reloj de 30.000 euros. Para
probarse lo bueno que es para conseguir 
cosas, logra que la viuda, además, le compre 
una moto. Jean e Iréne se escabullen cada vez 
que pueden de sus patrocinadores, hasta que 
son descubiertos besándose por el 
patrocinador de Iréne.
Furioso, la deja sin más que con un traje de 
baño. Jean vende su reloj para comprarle una 
estadía en el hotel por una semana y un 
hermoso traje de noche. También le da una 
invitación a una fiesta a la que ambos van. 
La patrocinadora de Jean, al principio, no da 
más de rabia con Jean por haber vendido el 
reloj, pero se calma cuando él le regala un 
par de aros que el alcanzó a comprar con lo 
del reloj.
Iréne se aparece en la fiesta y ve a su 
patrocinador original con otra mujer, y 
decide quitárselo con la ayuda de Jean. 
Aunque su patrocinadora lo dejará por esto, 
Jean finge ser un príncipe millonario y lleva 
a la mujer del patrocinador de Iréne a la 
habitación que comparte con la viuda 
millonaria, e Iréne lleva a su viejo 
millonario hasta su habitación, que queda al 
frente de la de Jean, ella al principio, 
trata de dirigir su atención hacia la 
ventana, cuando se da cuenta de que Jean está 
con otra mujer. Ella corre hacia su 
habitación, dejando de lado al millonario y a 
su última oportunidad de tener un estilo de 
vida glamoroso, y le cuenta a Jean sus 
sentimientos. La película finaliza con Jean e Iréne huyendo juntos en la moto hacia Italia.